# Ларин, Сергей Николаевич
Сергей Николаевич Ларин (укр. Сергій Миколайович Ларін; 11 января 1962, Харцызск, Донецкая область) — украинский государственный деятель, политик. Народный депутат Украины III, IV, V, VI, VIII и IX созывов. Председатель Кировоградской областной государственной администрации в 2010—2013 годах. Заместитель председателя Администрации Президента Украины в 2013—2014 годах.

## Биография
1981—1990 гг. — электромонтер Харцызского трубного завода, военнослужащий, сотрудник Харцызского трубного завода, депутат Харцызского горсовета, глава постоянной комиссии по молодёжной политике, народному образованию и культуре.
1991—1996 гг. — глава комитета молодёжной политики Харцызского горисполкома.
1997—1998 гг. — консультант орготдела Донецкого облсовета, заместитель начальника управления по делам семьи, молодёжи и туризма Донецкой облгосадминистрации, молодёжный губернатор Донецкой области, заместитель Председателя Донецкой областной организации Народно-демократической партии.
1998—2002 гг. — народный депутат Украины III созыва (избран по многомандатному округу от Народно-демократической партии, № 23 в избирательном списке). Член комитета Верховной Рады по вопросам семьи, молодёжи, спорта и туризма. Член депутатской фракции НДП.
2003—2006 гг. — народный депутат Украины IV созыва (избран по многомандатному округу от блока «За Единую Украину!», № 42 в списке). На момент выборов — член Партии регионов (ПР). Член комитета ВР по вопросам евроинтеграции.
2006—2007 гг. — народный депутат Украины V созыва (избран по многомандатному округу от Партии Регионов, № 65 в списке). Секретарь комитета ВР по вопросам евроинтеграции.
2007—2010 гг. — народный депутат Украины VI созыва (избран по многомандатному округу от Партии Регионов, № 65 в списке). Глава подкомитета по международно-правовым вопросам комитета ВР по иностранным делам.
В апреле 2010 года указом президента Украины назначен председателем Кировоградской облгосадминистрации. Различными изданиями определялся как лучший руководитель региона за годы независимости и как один из лучших руководителей областного уровня на Украине.
2010—2014 гг. — депутат Кировоградского областного совета VI созыва (избран по одномандатному мажоритарному избирательному округу № 43, Ленинский район г. Кировограда). Член постоянной комиссии обл. совета по вопросам здравоохранения.
9 января 2013 года назначен заместителем главы Администрации Президента Украины. 26 февраля 2014 г. указом и. о. президента, председателя Верховной Рады Украины Александра Турчинова уволен с занимаемой должности согласно ранее поданному заявлению.
С 11 июня 2014 года начал исполнять обязанности председателя Прогрессивно-демократической партии Украины. Одновременно с этим партия переименована в Партию развития Украины.
21 июня 2014 года ІІІ (внеочередной) съезд Партии развития Украины единогласно избрал Сергея Ларина председателем исполнительного комитета Партии развития Украины.
Во время парламентских выборов 2014 года на Украине возглавлял центральный избирательный штаб Оппозиционного блока.
С 27 ноября 2014 года — народный депутат Украины VIII созыва (избран по многомандатному округу от Политической партии «Оппозиционный блок» (№ 6 в избирательном списке партии). Член Комитета по иностранным делам.
Являлся членом политсовета Народно-демократической партии, затем Партии регионов, позже председатель исполнительного комитета Партии развития Украины. В настоящий момент Народный депутат Украины VIII созыва от Оппозиционного блока (в партийном списке занял 6 место).
Является председателем Фонда поддержки правовых реформ.

## Награды
Награждён украинскими государственными наградами: орденом «За заслуги» III степени, орденом «За заслуги» ІІ степени (2011 г.). Орденом Республики Корея «Heungin» За заслуги в дипломатической службе (2007 г.).

## Семья
Супруга — Наталья Ларина (1960 г. р.). Дочь Татьяна (1990 г. р.), сын Евгений (1992 г. р.).